# Diego Caccia
Pour les articles homonymes, voir Caccia.
Diego Caccia (né le 31 juillet 1981 à Ponte San Pietro, dans la province de Bergame en Lombardie) est un coureur cycliste professionnel italien, ancien membre des équipes Barloworld et Farnese Vini-Selle Italia.

## Biographie
Stagiaire en 2003 dans l'équipe Saeco, Diego Caccia passe professionnel en 2006 dans l'équipe Barloworld.
Il court depuis 2011 dans l'équipe Farnese Vini-Neri Sottoli.
Fin 2014, La Gazzetta dello Sport révèle qu'il fait partie des clients du controversé médecin italien Michele Ferrari.

## Palmarès
- 2001
  - 3e de la Coppa 1° Maggio
- 2003
  - Coppa Stignani
- 2004
  - Giro delle Valli Aretine
  - Gran Premio Ciclisti Suzzaresi
- 2005
  - Gran Premio Vini di Romagna
  - Coppa AC Capannolese
  - Mémorial Umberto Drei
  - 2e du Giro del Valdarno
  - 2e du Circuito Molinese
  - 3e du Gran Premio Somma
- 20110
  - 1re étape du Brixia Tour (contre-la-montre par équipes)

## Résultats sur les grands tours

### Tour d'Italie
1 participation
- 2009 : 122e

## Classements mondiaux
| Année           | 2005   | 2006   | 2007 | 2008   | 2009 | 2010 | 2011 | 2012  |
| --------------- | ------ | ------ | ---- | ------ | ---- | ---- | ---- | ----- |
| UCI Europe Tour | 1 059e | 1 162e | 645e | 1 139e | 795e |      |      | 1130e |